# Соборна площа (Малин)

Ярмарок на Базарній площі. Поч. ХХ ст.

У Вікіпедії є статті про інші площі з назвою Соборна площа
Собо́рна пло́ща — центральна площа в Малині Житомирської області.
Площа розміщена між вулицями Михайла Грушевського, Тараса Шевченка. У XIX столітті на площі проводився щорічний ярмарок. До 1922 року називалася Базарна, коли дістала назву Червоний Жовтень, яка протрималася близько року. З 1923 до 1992 мала назву площа 25 Жовтня. З 1992 року називається Соборна площа.
На площі стоять будинок міських і районних органів влади, православний храм, пожежна частина в приміщенні колишньої синагоги, відділення зв'язку, будинок побуту.
Від 1971 року на площі стояв пам'ятник лідерові російських більшовиків Володимиру Леніну, який 22 лютого 2014 року повалено під час Європейської революції в Україні.

## Об'єкти
- № 1 — Свято-Покровська церква
- № 6 — Малинська міська рада; Малинська районна рада; Малинська районна державна адміністрація.
- № 6 — Малинський районний суд.
- № 6 — Малинська дитяча школа мистецтв
- № 6а — Структурні підрозділи райдержадміністрації та комунальні підприємства[5].
- № 10 — Малинська об'єднана державна податкова інспекція Житомирської області Державної податкової служби України. Центр обслуговування платників податків.
- № 10 — Відділ культури виконавчого комітету міської ради
- № 12 — Малинське управління державної казначейської служби.
- № 12а — Управління Пенсійного фонду України в Малинському районі

## Виноски
1. 1 2  ІЦ Полісся. Архів оригіналу за 17 серпня 2012. Процитовано 23 серпня 2012. [Архівовано 2012-08-17 у Wayback Machine.]
2. ↑  Пам'ятки Житомирської області
3. ↑  Падіння Леніна у Малині
4. ↑  http://malinsiti.blogspot.com/2014/02/blog-post_22.html [Архівовано 8 березня 2014 у Wayback Machine.] В Малині «перевиповнили план» по поваленню Леніна.
5. ↑  Сайт Малинської РДА